# Bruno Zambrini
Bruno Zambrini (ur. 5 kwietnia 1935 we Francavilla al Mare) – włoski kompozytor i producent muzyczny, popularny zwłaszcza w latach 60., kiedy to wraz z tekściarzem Frankiem Migliaccim tworzył znany duet autorsko-kompozytorski. Kompozytor największych przebojów Gianniego Morandiego („In ginocchio da te”, „Un mondo d’amore”, „La fisarmonica”, „La chimera”) i największego przeboju Patty Pravo („La bambola”). Pisał również dla innych wykonawców (między innymi dla Domenica Modugna i Miny). Jest też kompozytorem muzyki filmowej; skomponował muzykę do ponad 50 filmów.

## Biografia i twórczość

### Początki
Bruno Zambrini przyszedł na świat w rodzinie muzycznej. Muzyką zainteresował się już w dzieciństwie. Uczył się grać w domu na fortepianie. Próbował też komponować pod wpływem słuchanej muzyki ludowej. Gdy był nastolatkiem, dostał od ojca w prezencie akordeon. Przerwał naukę w liceum, aby pójść na studia muzyczne. Wstąpił do Akademii Muzycznej św. Cecylii w Rzymie. Ukończył z dyplomem klasę kompozycji pod kierunkiem Franca Margoli. W trakcie studiów kontynuował komponowanie adaptując tematy muzyki ludowej na orkiestrę kameralną. Poznał w tym czasie kompozytora Carla Alberta Rossiego, a nieco później tekściarza Franca Migliacciego oraz Domenica Modugna. Dla tego ostatniego skomponował piosenkę „Lettera di un soldato”, która odniosła pewien sukces. 

### Współpraca z Migliaccim
Tuż po niej przyszedł pierwszy znaczący sukces kompozytorski – skomponowana dla Gianniego Morandiego piosenka „In ginocchio da te” (do tekstu Migliacciego) doszła do 1. miejsca na włoskiej liście przebojów oraz zajęła 1. miejsce na liście najlepiej sprzedawanych singli roku 1964. W listopadzie tego samego roku kolejna piosenka spółki Migliacci-Zambrini, „Non son degno di te” (również wykonana przez Morandiego) doszła do 1. miejsca na liście przebojów oraz do 2. na liście najlepiej sprzedawanych singli roku 1965. Kolejnym ich wspólnym sukcesem okazała się piosenka „La fisarmonica” (1966), która dokładnie powtórzyła sukces swej poprzedniczki; jako współkompozytor pojawił się w niej Luis Bacalov. W tym samym roku 1. miejsce na liście przebojów zajęła również piosenka „Notte di Ferragosto”. W 1967 jeszcze jedna piosenka spółki Migliacci-Zambrini doszła do 1. miejsca na liście przebojów, tym razem „Un mondo d’amore” (współkompozytor: Sante Maria Romitelli). Kolejnym rokiem sukcesów spółki Migliacci-Zambrini był również 1968; piosenka „Bambola”, napisana dla Patty Pravo doszła w maju do 1. miejsca na liście przebojów, a na liście najlepiej sprzedawanych singli uplasowała się na 2. miejscu. 
W 1970 roku Bruno Zambrini wspólnie z piosenkarzem i kompozytorem Giannim Meccią założył wytwórnię płytową Pull angażując do niej zespół Cugini di Campagna.

### Muzyka filmowa
W 1965 roku Bruno Zambrini zadebiutował jako kompozytor muzyki filmowej pisząc ścieżkę dźwiękową do filmu Rita, la figlia americana. W sumie skomponował muzykę do ponad 50 filmów. Dwukrotnie był nominowany do nagrody David di Donatello: w 2006 roku za muzykę do filmu Notte prima degli esami i w 2009 za muzykę do filmu Ex. Wśród swoich ulubionych kompozytorów muzyki filmowej wymienił rodaków: Nina Rotę i Ennia Morricone, a z kompozytorów zagranicznych Amerykanów: Dave’a Grusina i Johna Williamsa.